# Annika Liebs
Annika Liebs (* 6. September 1979 in Karlsruhe; ehemalige verheiratete Annika Lurz) ist eine ehemalige deutsche Schwimmerin.

## Werdegang
Liebs lebt in Gerbrunn. Sie startete für den SV Würzburg 05. Ihre Spezialdisziplinen waren die Freistil- und Rückenstrecken, besonders die 200 m.
Sie ist seit 2007 deutsche Rekordhalterin über die 200-m-Freistilstrecke auf der 50-m-Bahn: Bei den Deutschen Wintermeisterschaften im November 2006 in Hannover verfehlte Liebs auf den 200 m Freistil den Weltrekord von Franziska van Almsick nur um neun Hundertstel Sekunden. Fünf Monate später, bei den Schwimmweltmeisterschaften 2007 verbesserte sie im Endlauf, als sie Silber gewann, van Almsicks Zeit um fast eine Sekunde, was neuen deutschen Rekord bedeutete. Die Zeit war die zweitschnellste jemals geschwommene Zeit über 200 m Freistil. Nur die französische Siegerin Laure Manaudou war 16 Hundertstel Sekunden schneller.
Annika Liebs heiratete 2006 Stefan Lurz, den Bruder des ebenfalls für den SVW 05 startenden Thomas Lurz, und nahm dessen Nachnamen an. Stefan Lurz betreute seine Frau auch als Trainer. Im Jahre 2009 beendete sie ihre sportliche Laufbahn. Heute arbeitet sie als Grundschullehrerin. Seit November 2013 ist sie von Stefan Lurz geschieden und heißt wieder mit Nachnamen Liebs.

## Weitere Erfolge
Insgesamt 14 Titel bei Deutschen Schwimmmeisterschaften (Kurz- und Langbahn) über 200 m Rücken, 200 m Freistil, 400 m Lagen, 400 m Freistil, 800 m Freistil, 4 × 100 m Lagen und 4 × 200 m Freistil.

## Rekorde
| Deutsche Rekorde (3)                                    | Deutsche Rekorde (3) | Deutsche Rekorde (3) | Deutsche Rekorde (3) |
| ------------------------------------------------------- | -------------------- | -------------------- | -------------------- |
| 200 m Freistil                                          | 01:55,68 min         | 28. März 2007        | Melbourne            |
| 4 × 200 m Freistil (mit Dallmann, Samulski und Steffen) | 07:50,82 min         | 3. August 2006       | Budapest             |
| 4 × 200 m Rücken SV Würzburg 05                         | 09:43,84 min         | 16. Dezember 2005    | Würzburg             |
| (Stand: 4. August 2009)                                 |                      |                      |                      |